# خارکدوها
خارکدوها (نام علمی: Acanthosicyos) نام یک سرده از خانواده کدوییان است.

## گونه‌ها
این سرده که بومی بیابان نامیب آفریقا است دو گونه شناخته‌شده دارد به نام‌های خیار تیزشاخ و خربزه نارا که در این محل گیاهان مهم خوراکی به‌شمار می‌آیند.
| نگاره | نام                                     | پراکنش                                                              | توصیف |
| ----- | --------------------------------------- | ------------------------------------------------------------------- | --- |
|       | خیار تیزشاخ (Acanthosicyos naudinianus) | بوتسوانا غربی، نامیبیای شرقی و شمال آفریقای جنوبی                   | گیاهی است کشیده به روی زمین |
|       | خربزه نارا (Acanthosicyos horridus)     | بیابان نامیب اما عمدتاً در یک نوار ساحلی باریک در نامیبیا یافت می‌شود | تقریباً به‌طور انحصاری در تپه‌های ماسه‌ای وجود دارد که منابع آب زیرزمینی را در اختیار گیاه قرار می‌دهند. گیاه نارا بدون برگ است، ساقه‌های اصلاح‌شده و خارهای آن به عنوان «اندام‌های» گیاه فتوسنتزی عمل می‌کنند. |

هر دوی این گونه‌ها خوراکی هستند. با این وجود، از خوردن میوه‌های نارس به دلیل دارا بودن مواد شیمیایی که گلو و مری را «می‌سوزاند» باید پرهیز کرد. بوشمن‌های کالاهاری خیار تیزشاخ را بعد از اینکه دو ساعت در آتش برشته کردند، می‌خورند. این پخت‌وپز مواد شیمیایی «سوزان» را بی‌ضرر می‌کند. با این‌که این خمیر برشته‌شده هنوز کمی تلخ است، به نظر می‌رسد که بوشمن‌ها از خوردن آن لذت می‌برد. آن‌ها محتویات را می‌مکند و دانه‌های فراوان آن را یا تف می‌کنند یا می‌جوند.